# ارث (فیلم ۱۹۷۶)
ارث (ایتالیایی: L'eredità Ferramonti) فیلمی است که در سال ۱۹۷۶ منتشر شد. از بازیگران آن می‌توان به آنتونی کوئین و جیجی پرویتی اشاره کرد.